# Thecla crines
Thecla crines är en fjärilsart som beskrevs av Druce 1907. Thecla crines ingår i släktet Thecla och familjen juvelvingar. Inga underarter finns listade i Catalogue of Life.